# Transmutación Aurum
El Transmutación Aurum es un poder ficticio de la serie Heroes. Consiste en la habilidad de convertir en oro voluntariamente el objeto que se toca.
Esta habilidad la posee originariamente Bob Bishop, uno de los jefes de la "compañía". Muere en la tercera temporada a manos de Sylar, quien obtiene su poder.
Aunque la muerte de Bob Bishop corta de manera tajante los ingresos de la compañía, este problema es suplido al final de la 3ª temporada, gracias a la subvención con fondos ilimitados del gobierno, por interés de tener bajo control a todos los que posean habilidades.

## Importancia de la habilidad
Esta habilidad. aunque no tiene visualmente más trascendencia que la conversión de una cuchara o una pistola en oro, ha sido la que ha logrado crear de la nada la "compañía". Logrando financiar multitud de proyectos e investigaciones científicas, así como todas las edificaciones, y manutención del personal.

## Poseedores de la habilidad
Como mencionamos anteriormente, la habilidad es originaria de Bob Bishop, quien es asesinado por Sylar, quien a su vez copia su habilidad.

## Alusiones
Como es evidente, esta habilidad tiene un claro guiño al poder del Rey Midas, con la única diferencia, que en la serie el poder funciona de manera voluntaria (y aparentemente el poder se limita a los metales), impidiendo convertir en oro cualquier cosa que se toca.